# تصفيات كأس العالم 2026 – إفريقيا المجموعة التاسعة
تصفيات كأس العالم 2026 – إفريقيا المجموعة التاسعة هي تصفيات الكاف المؤهلة لكأس العالم 2026. تضم المجموعة مالي، غانا، مدغشقر، جمهورية إفريقيا الوسطى، جزر القمر وتشاد.
سيتأهل الفائز بالمجموعة مباشرة إلى كأس العالم ، ويمكن للوصيف التنافس في المباريات الفاصلة للتقدم إلى الملحق القاري.

## الترتيب
| م | الفريق                 | لعب | ف | ت | خ | أ.له | أ.ع | أ.ف | نقاط | التأهل                  |           | غانا      | جزر القمر | مدغشقر    | مالي      | جمهورية إفريقيا الوسطى | تشاد      |
| - | ---------------------- | --- | - | - | - | ---- | --- | --- | ---- | ----------------------- | --------- | --------- | --------- | --------- | --------- | ---------------------- | --------- |
| 1 | غانا                   | 6   | 5 | 0 | 1 | 15   | 5   | +10 | 15   | كأس العالم 2026         |           | —         | 25 أكتوبر | 1–0       | 25 سبتمبر | 4–3                    | 5–0       |
| 2 | جزر القمر              | 6   | 4 | 0 | 2 | 9    | 7   | +2  | 12   | احتمال مرحلة البلاي أوف |           | 1–0       | —         | 25 أكتوبر | 0–3       | 4–2                    | 1–0       |
| 3 | مدغشقر                 | 6   | 3 | 1 | 2 | 9    | 6   | +3  | 10   |                         |           | 0–3       | 2–1       | —         | 0–0       | 25 سبتمبر              | 25 سبتمبر |
| 4 | مالي                   | 6   | 2 | 3 | 1 | 8    | 4   | +4  | 9    |                         | 1–2       | 25 سبتمبر | 25 أكتوبر | —         | 1–1       | 3–1                    |           |
| 5 | جمهورية إفريقيا الوسطى | 6   | 1 | 2 | 3 | 8    | 13  | −5  | 5    |                         | 25 أكتوبر | 25 سبتمبر | 1–4       | 0–0       | —         | 1–0                    |           |
| 6 | تشاد (E)               | 6   | 0 | 0 | 6 | 1    | 15  | −14 | 0    |                         | 25 سبتمبر | 0–2       | 0–3       | 25 أكتوبر | 25 أكتوبر | —                      |           |

## المباريات
| جزر القمر                                        | 4–2   | جمهورية إفريقيا الوسطى                   |
| ------------------------------------------------ | ----- | ---------------------------------------- |
| - مدحومة 29' - يوسف 50' - سعيد 58' - ماوليدا 67' | تقرير | - عبد الله 10' (ه.ذ.) - زهاري 74' (ه.ذ.) |

| غانا            | 1–0   | مدغشقر |
| --------------- | ----- | ------ |
| - ويليامز 90+6' | تقرير |        |

| مالي                                    | 3–1   | تشاد              |
| --------------------------------------- | ----- | ----------------- |
| - دومبيا 45' - نياكاتي 77' - سيسوكو 81' | تقرير | - موانديلماجي 53' |

| تشاد | 0–3   | مدغشقر                                      |
| ---- | ----- | ------------------------------------------- |
|      | تقرير | - راكوتوهاريمالالا 10'، 84' - لابوسين 90+1' |

| مالي         | 1–1   | جمهورية إفريقيا الوسطى |
| ------------ | ----- | ---------------------- |
| - دومبيا 76' | تقرير | - كوندوغبيا 79'        |

| جزر القمر     | 1–0   | غانا |
| ------------- | ----- | ---- |
| - ماوليدا 43' | تقرير |      |

| جمهورية إفريقيا الوسطى | 1–0                      | تشاد |
| ---------------------- | ------------------------ | ---- |
| - Baboula 29'          | تقرير (FIFA) تقرير (CAF) |      |

| مالي           | 1–2                      | غانا                     |
| -------------- | ------------------------ | ------------------------ |
| - دومبيا 45+1' | تقرير (FIFA) تقرير (CAF) | - نوواما 58' - آيو 90+4' |

| مدغشقر              | 2–1                      | جزر القمر         |
| ------------------- | ------------------------ | ----------------- |
| - رافيلوسون 1'، 66' | تقرير (FIFA) تقرير (CAF) | - بن نبوهان 90+4' |

| غانا                                     | 4–3                      | جمهورية إفريقيا الوسطى  |
| ---------------------------------------- | ------------------------ | ----------------------- |
| - آيو 6' (ركلة.)، 60'، 69' - إيسهاكو 62' | تقرير (FIFA) تقرير (CAF) | - Mafouta 11'، 41'، 90' |

| مدغشقر | 0–0                      | مالي |
| ------ | ------------------------ | ---- |
|        | تقرير (FIFA) تقرير (CAF) |      |

| تشاد | 0–2                      | جزر القمر                     |
| ---- | ------------------------ | ----------------------------- |
|      | تقرير (FIFA) تقرير (CAF) | - ماوليدا 59' - بن نبوهان 76' |

| جمهورية إفريقيا الوسطى | 1–4                      | مدغشقر                                                             |
| ---------------------- | ------------------------ | ------------------------------------------------------------------ |
| - غامبور 9'            | تقرير (FIFA) تقرير (CAF) | - رافيلوسون 17'، 21' - Randrianantenaina 49' - Rafanomezantsoa 89' |

| جزر القمر | 0–3                      | مالي                             |
| --------- | ------------------------ | -------------------------------- |
|           | تقرير (FIFA) تقرير (CAF) | - دورجيليس 20' - دومبيا 55'، 63' |

| غانا                                                                  | 5–0                      | تشاد |
| --------------------------------------------------------------------- | ------------------------ | ---- |
| - سيمنيو 2' - ويليامز 31' - آيو 36' (ركلة.) - ساليسو 56' - نوواما 68' | تقرير (FIFA) تقرير (CAF) |      |

| جمهورية إفريقيا الوسطى | 0–0                      | مالي |
| ---------------------- | ------------------------ | ---- |
|                        | تقرير (FIFA) تقرير (CAF) |      |

| مدغشقر | 0–3                      | غانا                        |
| ------ | ------------------------ | --------------------------- |
|        | تقرير (FIFA) تقرير (CAF) | - بارتي 11'، 53' - قدوس 58' |

| جزر القمر  | 1–0                      | تشاد |
| ---------- | ------------------------ | ---- |
| - Saïd 24' | تقرير (FIFA) تقرير (CAF) |      |

| مدغشقر | ضد | جمهورية إفريقيا الوسطى |
| ------ | -- | ---------------------- |
|        |    |                        |

| تشاد | ضد | غانا |
| ---- | -- | ---- |
|      |    |      |

| مالي | ضد | جزر القمر |
| ---- | -- | --------- |
|      |    |           |

| غانا | ضد | مالي |
| ---- | -- | ---- |
|      |    |      |

| مدغشقر | ضد | تشاد |
| ------ | -- | ---- |
|        |    |      |

| جمهورية إفريقيا الوسطى | ضد | جزر القمر |
| ---------------------- | -- | --------- |
|                        |    |           |

| تشاد | ضد | مالي |
| ---- | -- | ---- |
|      |    |      |

| جمهورية إفريقيا الوسطى | ضد | غانا |
| ---------------------- | -- | ---- |
|                        |    |      |

| جزر القمر | ضد | مدغشقر |
| --------- | -- | ------ |
|           |    |        |

| غانا | ضد | جزر القمر |
| ---- | -- | --------- |
|      |    |           |

| تشاد | ضد | جمهورية إفريقيا الوسطى |
| ---- | -- | ---------------------- |
|      |    |                        |

| مالي | ضد | مدغشقر |
| ---- | -- | ------ |
|      |    |        |

## الهدافون
تم تسجيل 49 هدف في 17 مباراة، بمتوسط 2.88 هدف لكل مباراة (في 24 مارس 2025). اللاعبون بالخط العريض لا يزالون نشطون في المنافسة.
5 أهداف
- جوردان آيو
- كاموري دومبيا

4 أهداف
- ريان رافيلوسون

3 أهداف
- لويس مافوتا
- ميزياني ماوليدا

2 أهداف
- الفردو بن نبوهان
- توماس بارتي
- إرنست نوواما
- إينياكي ويليامز
- نجيفا راكوتوهاريمالالا

1 هدف
- فينوست بابولا
- هوغو غامبور
- جيفري كوندوغبيا
- ماريوس موانديلمادجي
- رفيقي سعيد
- قاسم مداهوما
- بنجلود يوسف
- محمد ساليسو
- أنطوان سيمنيو
- عبدول فاتاو إيسهاكو
- محمد قدوس
- Loïc Lapoussin
- Lalaïna Rafanomezantsoa
- Arnaud Randrianantenaina
- نيني دورجيليس
- إبراهيما سيسوكو
- يوسف نياكاتي

1 هدف في مرماه
- Younn Zahary (ضد Central African Republic)
- عبد الحكيم عبد الله (ضد Central African Republic)